# Carlos F. Osuna
Carlos Félix Osuna Osuna (Saltillo, Coahuila, 16 de junio de 1895-Ciudad de México, 8 de marzo de 1971) fue un político y empresario mexicano, miembro del Partido Revolucionario Institucional (PRI). Fue en una ocasión senador y en dos diputado federal.

## Biografía
Realizó sus estudios básicos en Saltillo y los de secundaria en el Ateneo Fuente de la misma ciudad, posteriormente estudió en la Escuela Nacional de Agricultura y en el Draughon's Business College en Nashville, Tennessee. Fue hijo del Gral. Gregorio Osuna Hinojosa y de Paula Osuna, sobrino de Andrés Osuna Hinojosa, y primo del Gral. Carlos Osuna de León.
Fue oficial mayor del departamento de Contabilidad de la Secretaría de Hacienda y Crédito Público; integrante del Servicio Consular; y, director de la Lotería Nacional para la Asistencia Pública en Monterrey, Nuevo León.
En 1930 fue elegido Senador en segunda fórmula por el estado de Nuevo León, para el periodo de dicho año al de 1934 y que correspondió a las Legislaturas XXXIV y XXXV. Al concluir su periodo como senador, fue elegido diputado federal por el Distrito 6 del Distrito Federal a la XXXVI Legislatura de 1934 a 1937; y en 1943 por segunda ocasión, pero en esta vez en representación del Distrito 3 de Nuevo León a la XXXIX Legislatura que concluyó en 1946.